# Britské impérium

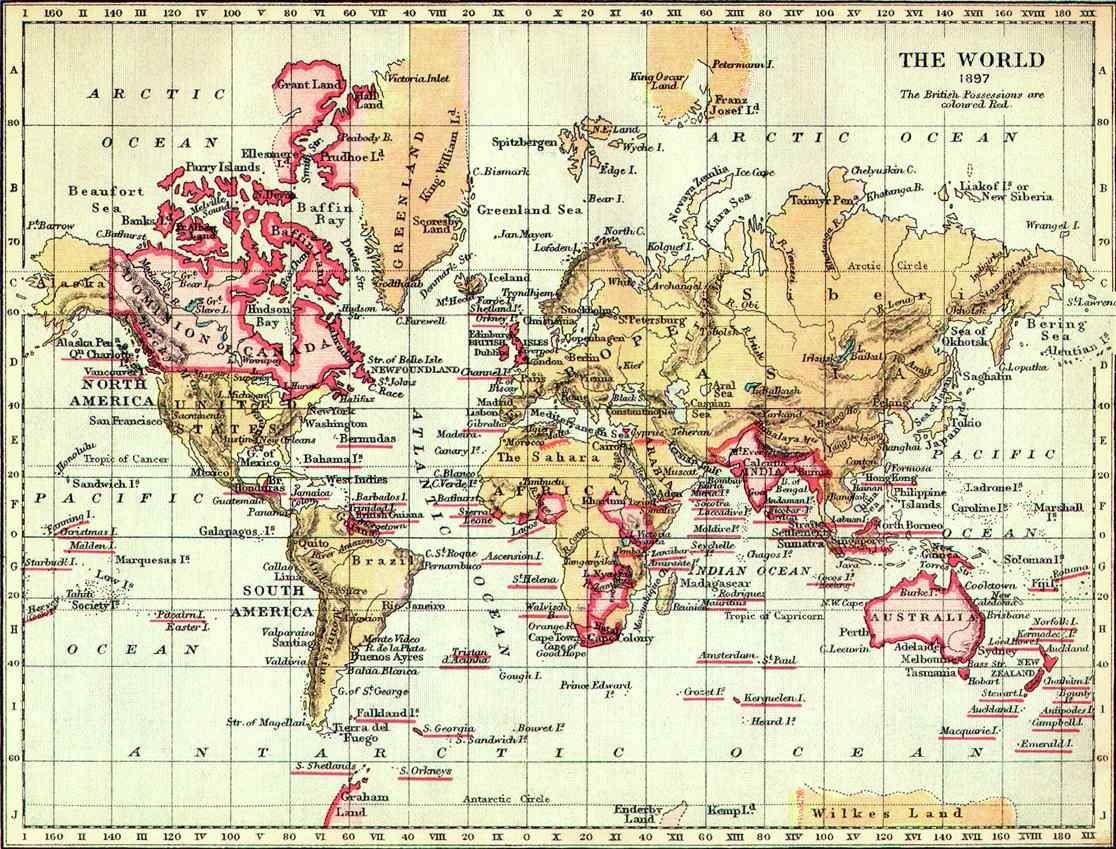
Britské impérium v roce 1897, v tradiční růžové barvě

Britské impérium nebo Britská říše (angl. British Empire) byla největší koloniální říše v dějinách lidstva. Rozloha v roce 1921 činila 33 milionů km², čili přibližně čtvrtinu celkové rozlohy zemské souše. Celkový počet obyvatel byl v tomto roce cca 458 milionů, což představovalo čtvrtinu tehdejší světové populace. Díky neobyčejnému rozsahu britské koloniální říše se do mnoha zemí rozšířila mimo jiné anglická kultura, anglický právní systém (zvykové právo), tradiční sporty (např. kriket, ragby a fotbal), anglická měrná soustava, způsob vzdělávání a zejména angličtina, která je dnes všeobecně nejpoužívanějším dorozumívacím jazykem. Od roku 1931 neslo impérium nové označení Commonwealth a v letech 1931–1947 pak Britské společenství národů.
Britské impérium se rozpadlo v desetiletích následujících po druhé světové válce, většina nástupnických zemí je dnes sdružená ve Společenství národů (angl. Commonwealth of Nations).

## Počátky anglické expanze
Po dobytí Anglie Vilémem I. v roce 1066 pod jednu říši spadala také Vilémova území v severní Francii. V průběhu staletí se Anglie snažila rozšiřovat svůj vliv nad kontinentální Evropou, zvláště kvůli strategickým obchodním zájmům spojeným s exporty vlněného zboží.
Samotná anglická expanze začala dobytím Irska (od roku 1169) a Walesu (od 1282). Skotsko bylo sice podrobeno v roce 1296, po vyhrané bitvě u Bannockburnu roku 1314 však opět získalo nezávislost. Obě království se opět propojila až personální unií v roce 1603. Anglické území v Irsku bylo postupně omezeno na oblast kolem Dublinu, takzvané Koloví, ale v letech 1649–53 bylo Irsko znovu dobyto anglickou parlamentní armádou pod vedením Olivera Cromwella.
Přestože byla Normandie ztracena v roce 1204, vhodnou sňatkovou a dědickou politikou získávala Anglie rozsáhlá území na západě Francie, včetně Akvitánie; přišla o ně až v roce 1453 v rámci stoleté války. Na evropském kontinentě zbyl Anglii pouze přístav Calais, který však v roce 1558 připadl Francii.

## Zakládání zámořského impéria

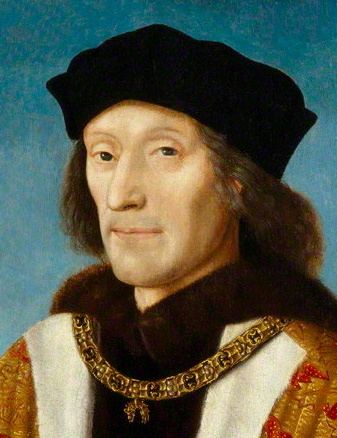
Jindřich VII.

Základem pro budoucí britské zámořské impérium byla námořní politika Jindřicha VII., vládnoucího mezi lety 1485 a 1509, který značně rozšířil britskou flotilu obchodních lodí a nařídil výstavbu suchého doku v Plymouthu. Obchodní loďstvo hrálo významnou úlohu při vzniku obchodních společností, které byly v budoucnu důležitou součástí britské expanze (nejvýznamnější z nich byla britská Východoindická společnost).

### Objevitelské cesty Johna Cabota
Jindřich VII. kromě výstavby loďstva také podporoval zámořské plavby. Chtěl navázat na objevitelské úspěchy Španělska a Portugalska, do svých služeb přijal italského navigátora Giovanni Cabota (poangličtěn na John Cabot), v roce 1497 podnikl průzkumnou plavbu do Severní Ameriky. Podobně jako Kryštof Kolumbus hledal novou západní cestu do Indie; přistál na pobřeží Newfoundlandu (podobně jako Kolumbus také předpokládal, že přistál na východním pobřeží Asie) a přilehlé oblasti zabral jménem anglického krále. Cabot také popsal zdejší rozsáhlá loviště tresky obecné, která později přilákala anglické rybáře.

### Alžbětinská doba

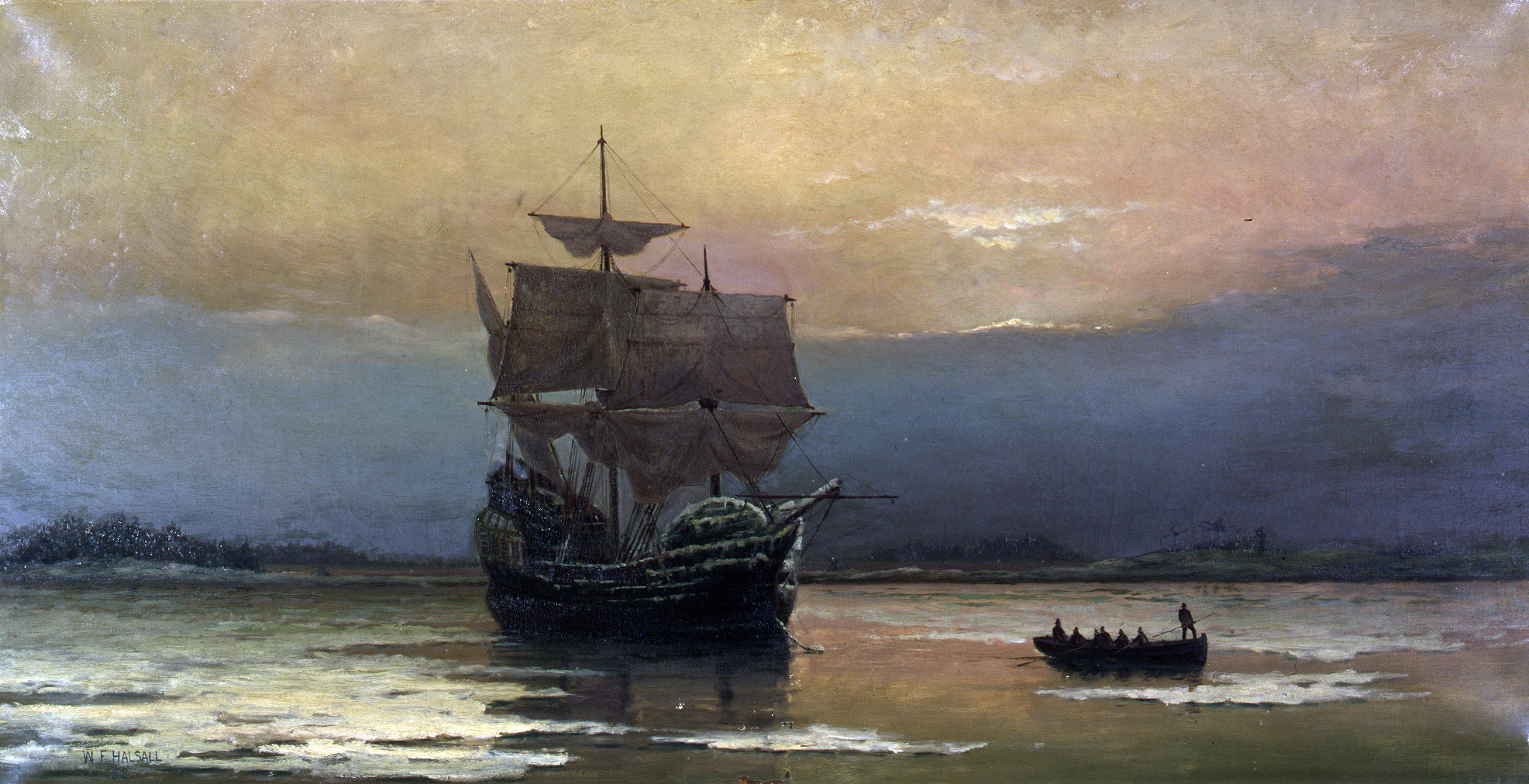
Loď Mayflower s anglickými osadníky

Základy moderního královského námořnictva položil král Jindřich VIII., když nechal ztrojnásobit počet lodí, poprvé byly také postaveny velké válečné lodě s četnými kanóny. Během vlády Alžběty I. se tento vývoj ještě zrychlil. Francis Drake jako druhý člověk v historii (po Fernão de Magalhãesovi) obeplul svět; 5. července 1579 přistál na západním pobřeží Severní Ameriky, blízko dnešního San Francisca. Zemi zabral jménem královny a pojmenoval ji jako Nova Albion, žádné osidlování zde ale prozatím neprobíhalo. Francis Drake byl také v průběhu anglicko-španělské války podporován Alžbětou v plenění španělských přístavů v Karibiku a v přepadávání španělských lodí naložených cennostmi z Nového světa.
Vliv Anglie mimo Evropu stabilně narůstal. V roce 1583 doplul Humphrey Gilbert po stopách Johna Cabota na Newfoundland, kde 5. srpna založil vůbec první stálou britskou kolonii Saint John’s (přičemž na Newfoundlandu již dříve existovaly sezónní rybářské kolonie). Sir Walter Raleigh založil v roce 1587 osadu Roanoke, první kolonii ve Virginii. Obě kolonie však trpěly nedostatkem potravin, jelikož angličtí osadníci ještě neměli zkušenosti se získáváním obživy v těchto oblastech.

### Stuartovci
Vítězstvím nad španělskou Armadou v roce 1588 se Anglie stala jednou z nejvýznamnějších námořních mocností. Trvající válka se Španělskem v průběhu 90. let 16. století nejprve překřížila plány na zakládání nových kolonií. Nepřátelské akce byly zastaveny v roce 1604, načež Jakub I. Stuart uzavřel se Španělskem mírovou smlouvu. Následně byl v roce 1607 založen Jamestown v dnešní Virginii. V roce 1620 vyplula z anglického přístavu Plymouth loď Mayflower s tzv. Otci poutníky (Pilgrim Fathers) – zastánci radikálního puritanismu, kteří se rozhodli hledat útočiště v ještě panenském Novém světě. O deset let později tito osadníci založili Boston ve dnešním státě Massachusetts.

## Kolonizace Ameriky a Oceánie

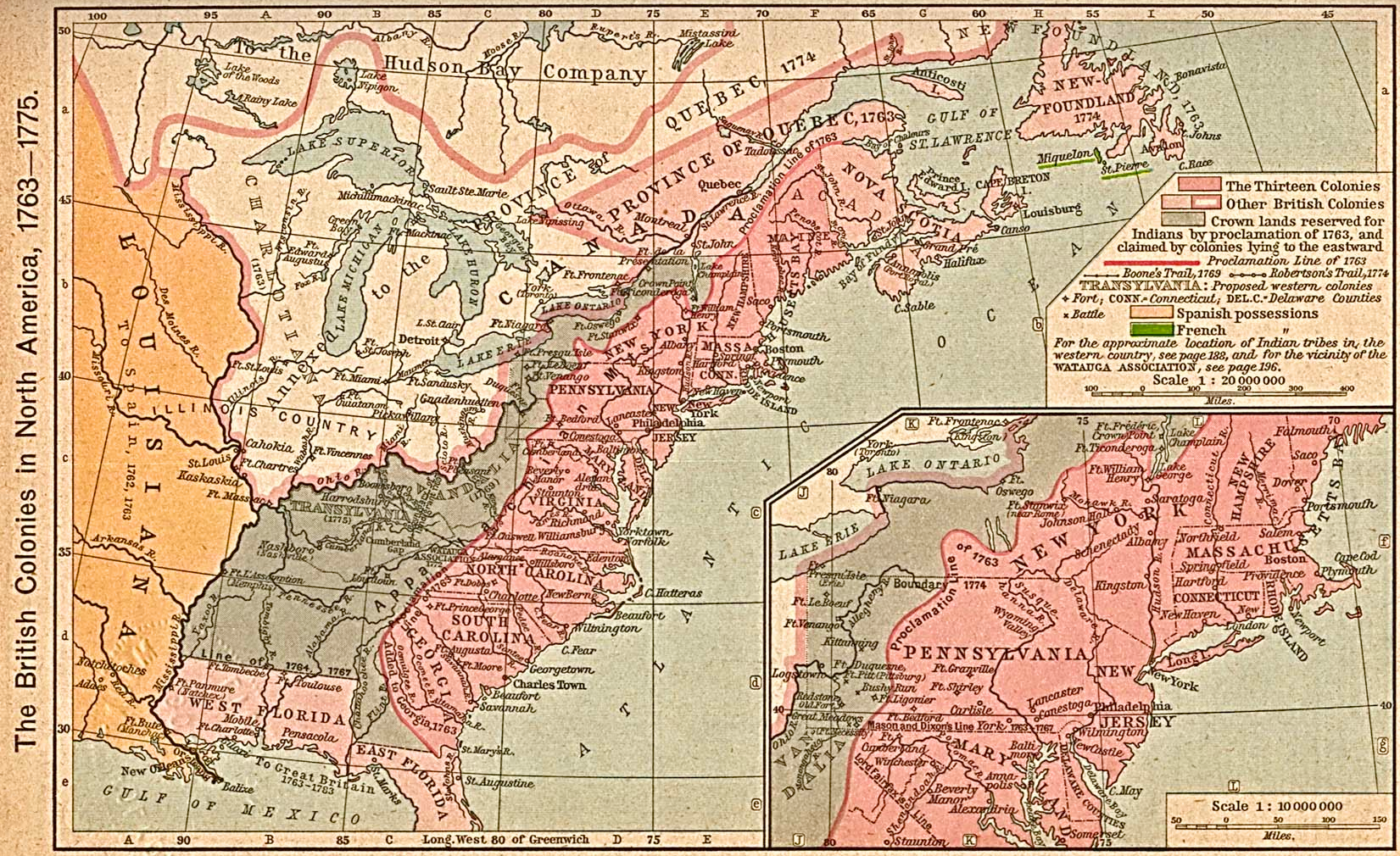
Britské kolonie v Severní Americe c. 1763–1776

V průběhu 17. století s postupným přílivem kolonistů nabývalo pomalu britské impérium tvar. Soustavně osidlováno bylo zejména východní pobřeží Severní Ameriky (prvních třináct států budoucího USA a atlantické kanadské provincie), dále pak menší ostrovy v Karibiku - tzv. Britská Západní Indie (ostrovy Jamajka, Bahamy, Barbados a další). Právě tyto kolonie, kde se dala pěstovat cukrová třtina, byly zprvu nejdůležitější a nejlukrativnější. Kolonie na severoamerické pevnině se oproti tomu vyvážely tabák, bavlnu, dřevo nebo kožešiny, byly méně finančně úspěšné, ale nabízely kvalitní zemědělské pozemky a přilákaly více britských kolonistů. Amerika se stávala azylem lidí prchajících před náboženskou persekucí v Anglii: provincie Maryland byla založena jako útočiště pro římské katolíky (1634), Rhode Island (1636) byl tolerantní ke všem náboženstvím a Connecticut (1639) pro kongrenacionály.
Britské panství na pevnině bylo postupně rozšiřováno. V roce 1664 Nizozemci ztratili na úkor Britů Nový Amsterdam (dnešní New York) a několik let poté i celou kolonii Nové Nizozemí. Za účelem zisku nové zemědělské půdy se kolonie rozšiřovaly dále na západ do vnitrozemí.

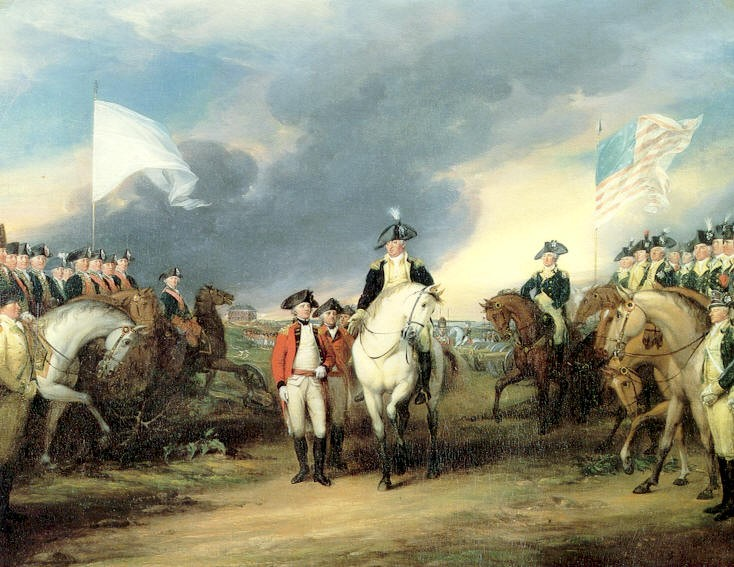
Britské složení zbraní po bitvě u Yorktownu

Již od počátku bylo otrokářství nezbytným předpokladem pro rozvoj britských kolonií v Americe, do zrušení obchodu s otroky v roce 1807 byla Británie zodpovědná za 3,5 milionů afrických otroků přemístěných do Ameriky. Mezi lety 1650 a 1780 vzrostl podíl černého obyvatelstva v Karibiku z 25 % na 80 %, ve Třinácti koloniích z 10 % na 40 %. Obchod s otroky byl nesmírně výnosný, převoz z Afriky ale kvůli špatným hygienickým podmínkám na palubách lodí a špatné stravě nepřežil jeden ze sedmi lidí.
V rámci sedmileté války (1756–1763) obsadila Británie mezi lety 1758 a 1760 nejdůležitější francouzská území v jejích severoamerických koloniích; v roce 1760 akceptovala Francie ztrátu všech svých kolonií v Severní Americe: Louisiana na západ od Mississippi (včetně New Orleans) připadla Španělsku, zbytek Velké Británii (tedy kolonie na východ od Mississippi a celá Kanada).
Velká Británie se poté rozhodla zdanit své americké kolonie, zejména kvůli výdajům na obranu těchto území před Francouzi během sedmileté války. S koloniemi toto zdanění ale nebylo konzultováno, protože neměly žádné zastoupení v britském parlamentu. Američtí osadníci se zdráhali přijmout toto nové opatření bez patřičného zastoupení v parlamentu (heslo No taxation without representation), což vedlo k Americké revoluci a posléze ke vzniku Spojených států amerických v roce 1783. Britské panství se poté omezilo jen na Kanadu.
Se vznikem USA se také datuje zánik „prvního britského impéria“ – expanze v Severní Americe byla u konce a Británie začala svou moc rozšiřovat do ostatních částí světa. Toto vedlo ke zrodu „druhého britského impéria“ v Asii, Oceánii a později také v Africe.
Osidlování Austrálie začalo se založením vězeňské kolonie Sydney v roce 1788. Právě do Austrálie a na Nový Zéland začala později proudit většina britských kolonistů. Původní populace Austrálců a Maorů byly válkami a zavlečenými nemocemi zdecimovány o 60 % až 70 %. Kolonie později získaly právo na samosprávu a staly se významnými vývozci vlny a zlata.

## Pax Britannica
Konečná porážka Napoleona Bonaparte roku 1815 vedla k tomu, že se Británie stala dominantní světovou velmocí. Francie byla nucena předat Británii Jónské ostrovy, Maltu, Svatou Lucii a Mauritius (Egypt byl dobyt Británií již v roce 1799). Španělsko postoupilo Británii Trinidad a Tobago, Nizozemsko Guyanu a Kapskou kolonii. Británie naopak Francii vrátila Guadeloupe a Réunion a Nizozemsku Surinam (část Guyany).
Jelikož se Velká Británie později nepodílela na konfliktech v kontinentální Evropě, mohla se soustředit na rozvoj obchodu a upevňování svých pozic (angličtina se také stala nejdůležitějším obchodním jazykem). Toto období bezprecedentní nadvlády Británie bez výraznějšího světového konkurenta se nazývá Pax Britannica (Britský mír).

## Britské impérium v Asii

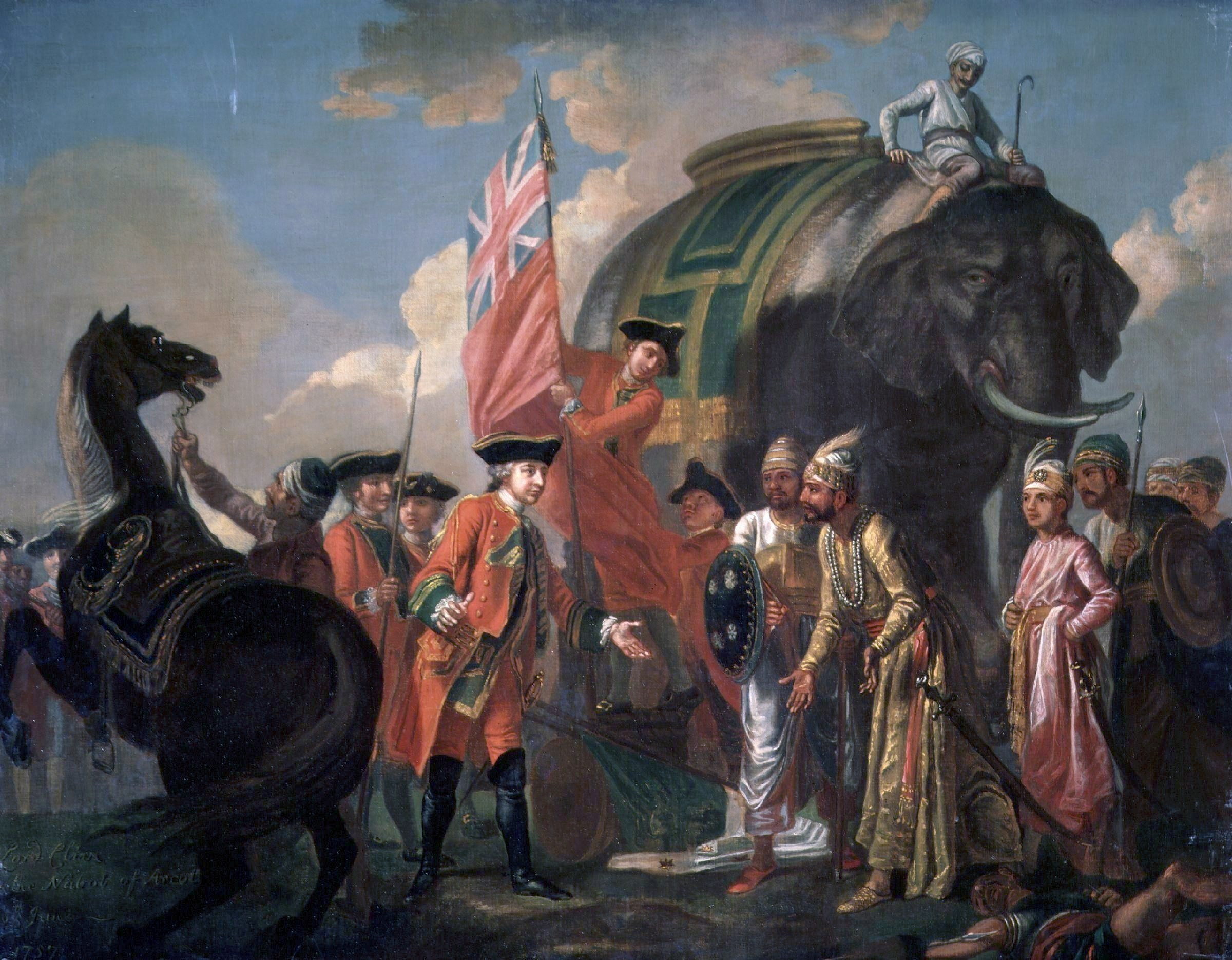
Robert Clive po vítězné bitvě u Palásí

Na konci 16. století začali Britové a Nizozemci nabourávat portugalský monopol na obchod s kořením. Výrazným momentem bylo založení anglické (později britské) Východoindické společnosti roku 1600 a nizozemské Východoindické společnosti roku 1602. Rivalita mezi Anglií a Nizozemskem nevyhnutelně vedla i ke konfliktům mezi těmito dvěma společnostmi, Nizozemci později svůj zájem soustředili na Moluky, Angličané naopak na Indii. Nepřátelství mezi zeměmi bylo ukončeno až za Slavné revoluce (angl. Glorious revolution) v roce 1688, kdy Vilém Oranžský nastoupil na anglický trůn.
V roce 1811 Britové ovládli Jávu, poté Singapur (1819), Malaku (1824) a Barmu (1826), samotná kolonizace probíhala postupně.

### Indie

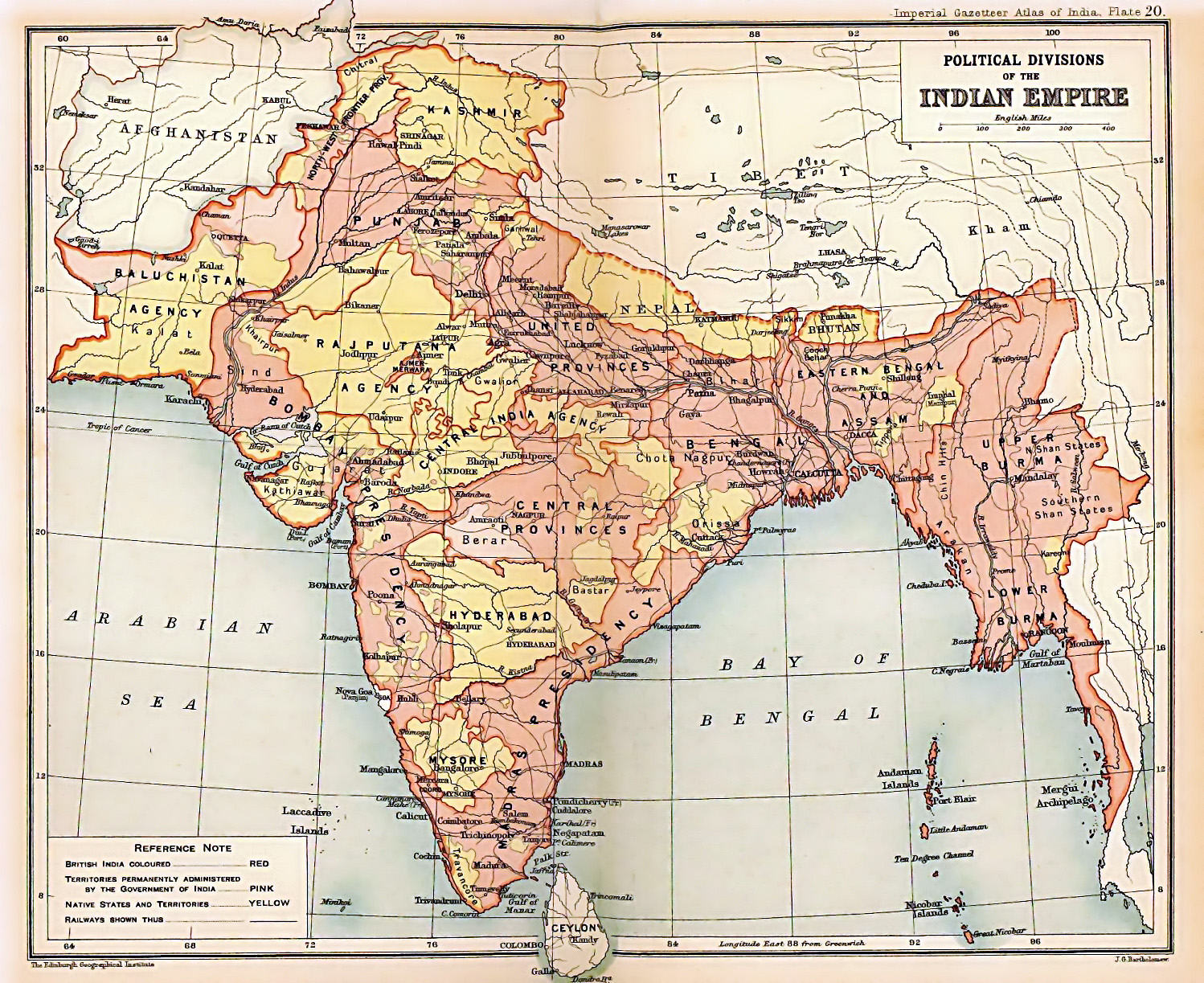
Britská Indie, 1909

V průběhu 17. století bylo cílem anglické Východoindické společnosti primárně obchod, nikoliv založení kolonie; v této oblasti existovala silná Mughalská říše. Společnost získala obchodní práva v roce 1617. Situace se s postupným oslabováním místní říše začala měnit, vítězství ozbrojených sil britské Východoindické společnosti nad bengálskými vůdci v bitvě u Palásí v roce 1757 umožnilo Britům převzít kontrolu nad Bengálskem, rozsah území pod její kontrolou se dále zvětšoval.
V důsledku nezvládnutého bengálského hladomoru roku 1770 byly potlačeny aktivity Východoindické společnosti a posílena role britského státu. Přesto se východoindické společnosti podařilo do roku 1818 rozšířit svůj vliv na celý subkontinent. Místní vládci byli nuceni přijmout britskou nadvládu, v opačném případě byli sesazeni. V některých oblastech vládli samotní Britové, v dalších byla přiznána domorodým vládcům jistý díl suverenity, stále ale zůstávali pod přísnou kontrolou. Po potlačení indického povstání v roce 1857 byla veškerá území Východoindické společnosti předána britské koruně a British Indian Army se stala armádou britské vlády v Indii. Poslední, byť jen formálně vládnoucí, Velký mogul Bahádur Šáh II. byl toho roku sesazen a přinucen emigrovat do Barmy, čímž oficiálně zanikla Mughalská říše. Královna Viktorie se následně v roce 1876 prohlásila císařovnou Indie.

### Čína

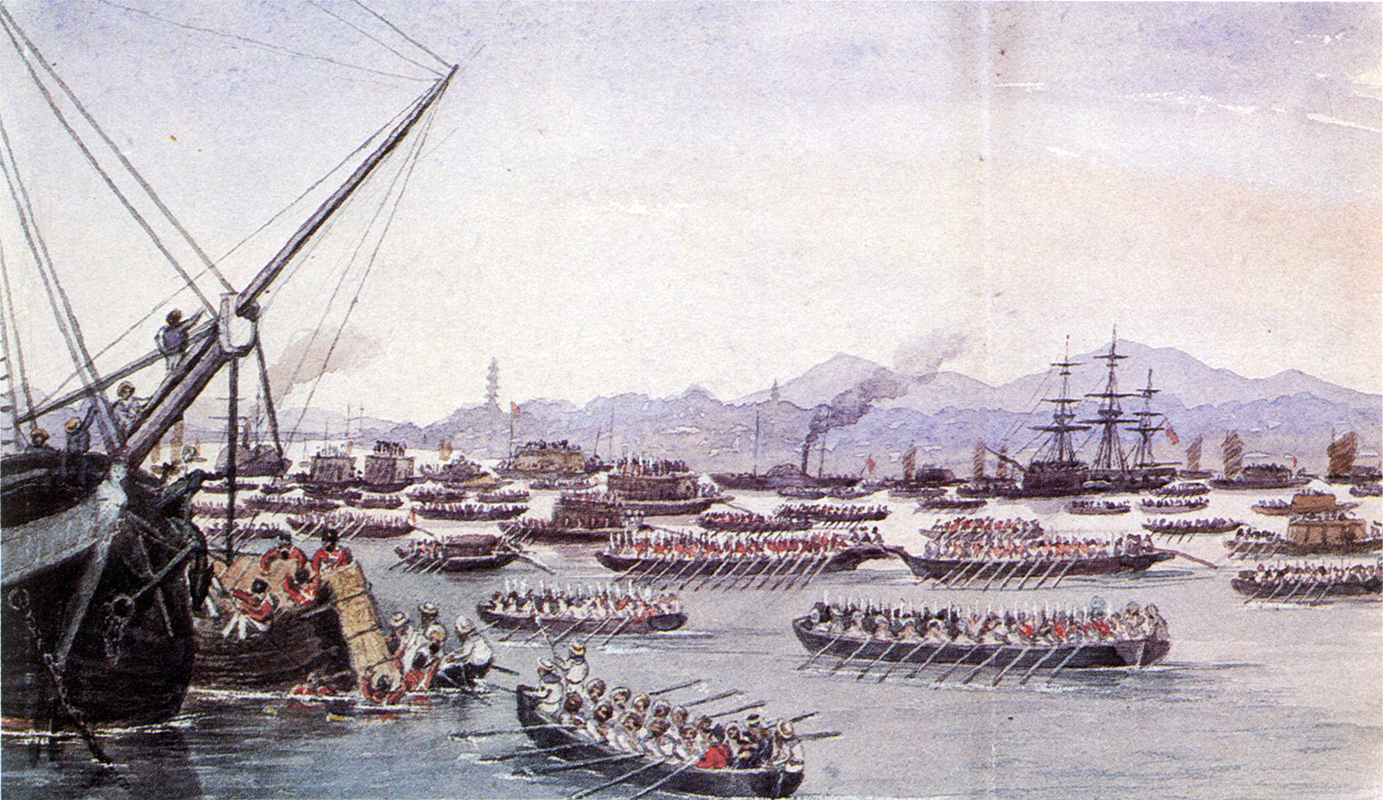
Britové se vyloďují u Kantonu během opiové války v květnu 1841

Velká Británie začala v 18. století dovážet z Číny ohromná množství čaje, což vedlo k velkým obchodním deficitům, které se Británie snažila vyrovnat vývozem opia z Indie. Číňané se těmto dovozům bránili, což vedlo až k první opiové válce. Po drtivé porážce Číňanů byla na jihu země založena britská kolonie Hongkong, která měla bránit britské obchodní aktivity.
Británie měla zájem na územní celistvosti Číny, protože její případný rozpad by měl nejspíše za následek rozdělení nástupnických států mezi evropské mocnosti. Přesto se zároveň snažila o oslabování Číny, protože by jinak z čínské strany hrozilo vypovězení smluv přijatých pod nátlakem.

## Zánik Pax Britannica
Jelikož byla Velká Británie první industriální zemí na světě, ovládala zprvu světový trh s nerostnými surovinami. Tato dominance se ale v průběhu 19. století postupně ztrácela, s postupující industrializací dalších budoucích světových velmocí, zejména USA či Německa. Přestože Spojené království stále dominovalo ve finančním sektoru a námořnictví, její podíl na světovém obchodu klesl v roce 1880 na jednu čtvrtinu, v roce 1913 na jednu šestinu.

## Nový imperialismus

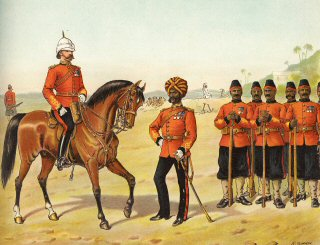
Koloniální armáda v Britské Indii kolem roku 1896

Evropská koloniální politika přibližně mezi lety 1870 a 1914 se označuje jako tzv. nový imperialismus. Tato perioda byla ve znamení rozdělení celého světa mezi světové velmoci, agresivního konkurenčního boje při budování kolonií. Například Afrika byla do roku 1880 až na přímořské oblasti prakticky nerozdělená, vnitrozemské oblasti se tedy staly předmětem rivality mezi evropskými mocnostmi.
Británie vkročila do éry nového imperialismu v roce 1875, kdy vláda koupila podíl akcií společnosti Suezského kanálu, aby si zajistila strategicky klíčovou cestu do Indie. Celý Egypt byl Brity obsazen v roce 1882. Dalším faktorem britské zahraniční politiky byla obava z expanze Ruska na jih. V reakci na ruské útoky na Osmanskou říši a krymskou válku mezi lety 1853 a 1856 Britové obsadili v roce 1878 Kypr. Další pojistkou proti ruské expanzi na jih (a potenciálního dosažení Indického oceánu) měla být okupace Afghánistánu, která ale nebyla úspěšná. První britsko-afghánská válka v roce 1842 skončila potupně, když britskou armádu při ústupu z Kábulu paštunské kmeny vyzbrojené ruskými zbraněmi prakticky zdecimovaly. Také druhá britsko-afghánská válka v roce 1880 skončila fiaskem, a při třetí britsko-afghánské válce v roce 1919 byli Britové z oblasti definitivně vyhnáni a stáhli se za Durandovu linii. Tzv. Velká hra o nadvládu nad střední Asií skončila s krvavou a neúspěšnou britskou intervencí v Tibetu v letech 1903 a 1904.

## Hon o Afriku

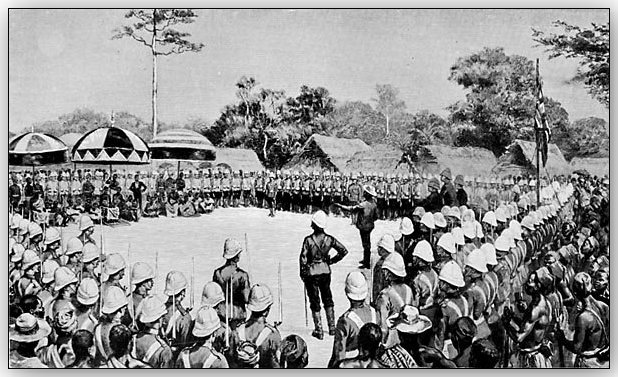
Ašantská říše byla připojena k britskému protektorátu v roce 1896 po sedmé Anglo-ašantské válce

Plošně významné evropské kolonie v Africe byly do roku 1875 jen Alžírsko a Kapská provincie, velkou měrou neprobádaný zbytek kontinentu (mimo pobřeží) sestával z nejasně ohraničených místních států a kmenových území. V roce 1914 byly naopak formálně nezávislé pouze dva státy: Etiopie a Libérie. Rychlý přechod od neformální kontroly afrického kontinentu prostřednictvím obchodních stanic k dobytí a ovládnutí souvislých území evropskými mocnostmi se označuje jako „hon o Afriku“ (angl. Scramble for Africa).
Začínající aktivity mnoha evropských států v tomto regionu hrozily vyústit v četné konflikty, čemuž se snažila zabránit Berlínská konference v letech 1884 a 1885, která stanovila pravidla pro zisk nových území. Nárok na určité území mohl být mezinárodně uznán pouze za předpokladu tzv. „efektivní okupace“ určitým státem.

### Západní Afrika
Britové vnutili Ašantské říši (na území dnešní Ghany) závazek, že se vzdává územních nároků na pobřeží a bude souhlasit se zrušením otroctví (což bylo do té doby hlavním zdrojem příjmů této říše). Ašantská říše byla včleněna do britského impéria definitivně v roce 1896.

### Severní Afrika

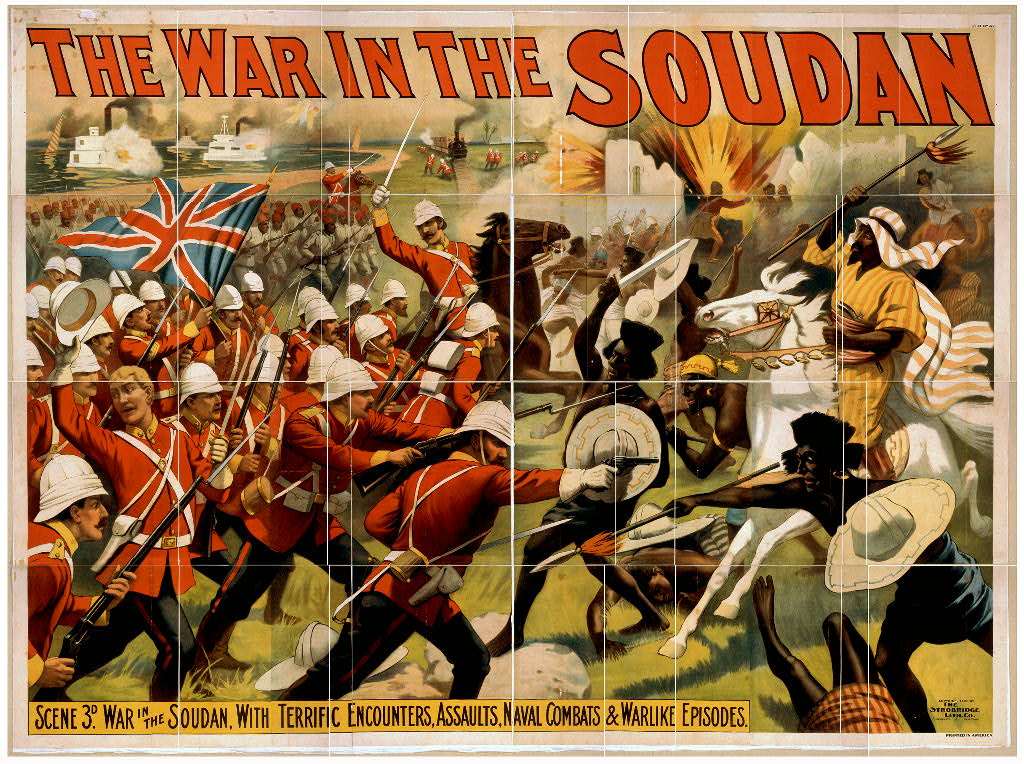
Muslimský vůdce Al-Mahdí vedl náboženskou válku proti britskému postupu v Súdánu

S dokončením Suezského průplavu v roce 1869 nabyl Egypt na ohromném strategickém významu. V roce 1875 odkoupila Británie od zadluženého egyptského chediva (osmanského vicekrále) Ismá'íla všechny jeho akcie společnosti Suezského kanálu a tím omezila francouzský vliv v zemi. Po povstání nacionalistů v roce 1882 britské jednotky Egypt vojensky obsadily a stal se přímou součástí impéria.
V Súdánu, který byl od roku 1821 v moci egyptských chedivů, došlo v souvislosti s britským převzetím Egypta k povstání. V lednu roku 1885 obsadili povstalci Chartúm a britský guvernér (Ch. G. Gordon) byl zabit. Záchranná expedice dorazila do města o dva dny později. Expedice na definitivní potlačení povstání byla vypravena až v roce 1898, kdy byly povstalci drtivě poraženi v bitvě u Omdurmánu. Súdán poté nebyl zpět vrácen Egyptu, ale stalo se z něj společné britsko-egyptské kondominium.
V roce 1898 také došlo k tzv. fašodskému incidentu mezi Británií a Francií: Británie měla za cíl vytvořit souvislý pás svých kolonií ze severu na jih – z Káhiry po Kapské Město. Francie naopak měla zájem na propojení svých kolonií ze západu na východ – od Senegalu po Džibutsko. Zájmy se střetly právě v Súdánu; žádná ze stran si ale nepřála válku. Britové byli v lepší pozici (vojensky i právně z hlediska nároků na území), Francie se tedy stáhla a obě země si následně vymezily sféry vlivu. Mírové vyřešení tohoto sporu vedlo k uzavření tzv. Srdečné dohody (Entente Cordiale), která byla základem britsko-francouzského spojenectví v následujícím století.

### Jižní Afrika

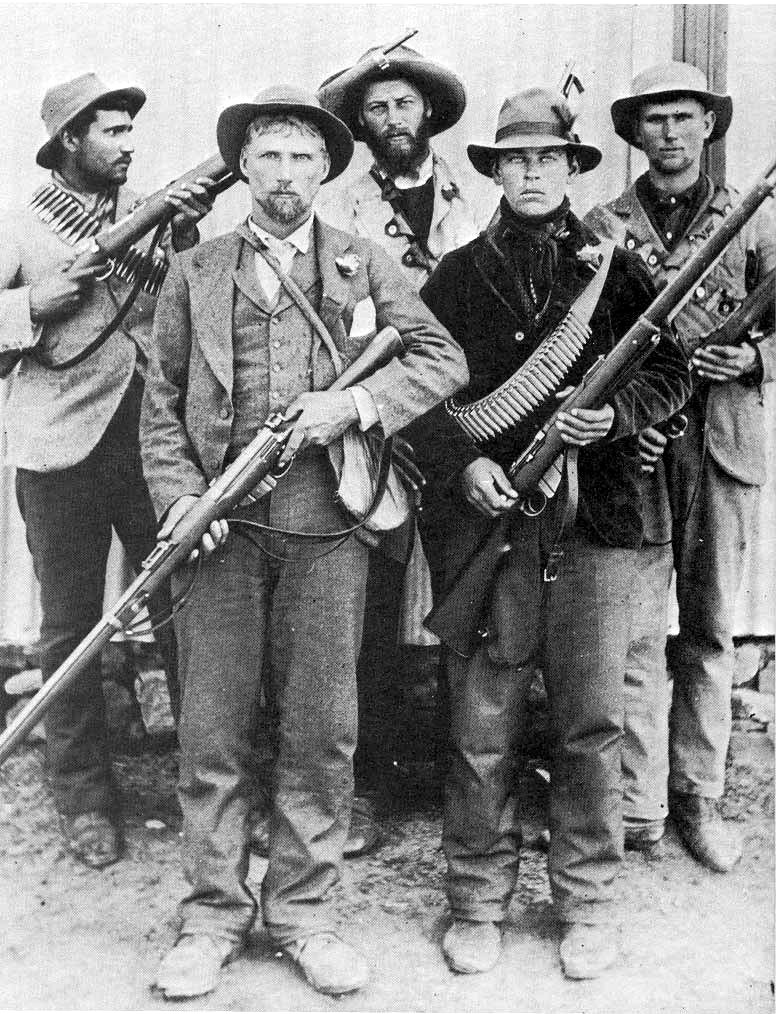
Búrští partyzáni bojující proti britské anexi búrských republik roku 1899

Kapskou kolonii založila nizozemská Východoindická společnost v roce 1652 jako zásobovací stanici na cestě do Indie. Británie formálně získala tuto kolonii roku 1806, přestože ji již de facto držela od roku 1795 v době, kdy bylo Nizozemsko okupováno Francií.
V roce 1843 anektovali Britové jihoafrickou provincii Natal, mocný zulský stát v sousedství však pro kolonisty představoval trvalé ohrožení. Britsko-zulská válka začala v roce 1879, po počátečních úspěších domorodců Britové válku vyhráli a samostatný zulský stát přestal existovat.
Na konci 19. století začala Británie se systematickým podmaňováním jižní Afriky a podrobováním afrikánských republik (Transvaal a Svobodný oranžský stát), významných zvláště díky bohatým nalezištím zlata, což vyústilo v tzv. búrské války. Britská Jihoafrická společnost v tomto období obsadila rozsáhlé země na sever od búrských republik, toto území bylo pojmenováno jako Rhodesie, po předsedovi této společnosti, Cecilu Rhodesovi.
Na základě úspěchů v jižní a východní Africe se zjevila idea vytvoření souvislého britského území od severu na jih Afriky a výstavby železniční trati vedoucí napříč celým kontinentem. Vytvoření Německé východní Afriky ale tyto plány na čas zmařilo. Přesto ale Britové před první světovou válkou ovládali skoro třetinu afrického kontinentu, přičemž jejich území byla nejlukrativnější. Jen samotná Nigérie měla více obyvatel než např. Francouzská západní Afrika nebo všechny německé kolonie dohromady.

## Osamostatňování kolonií

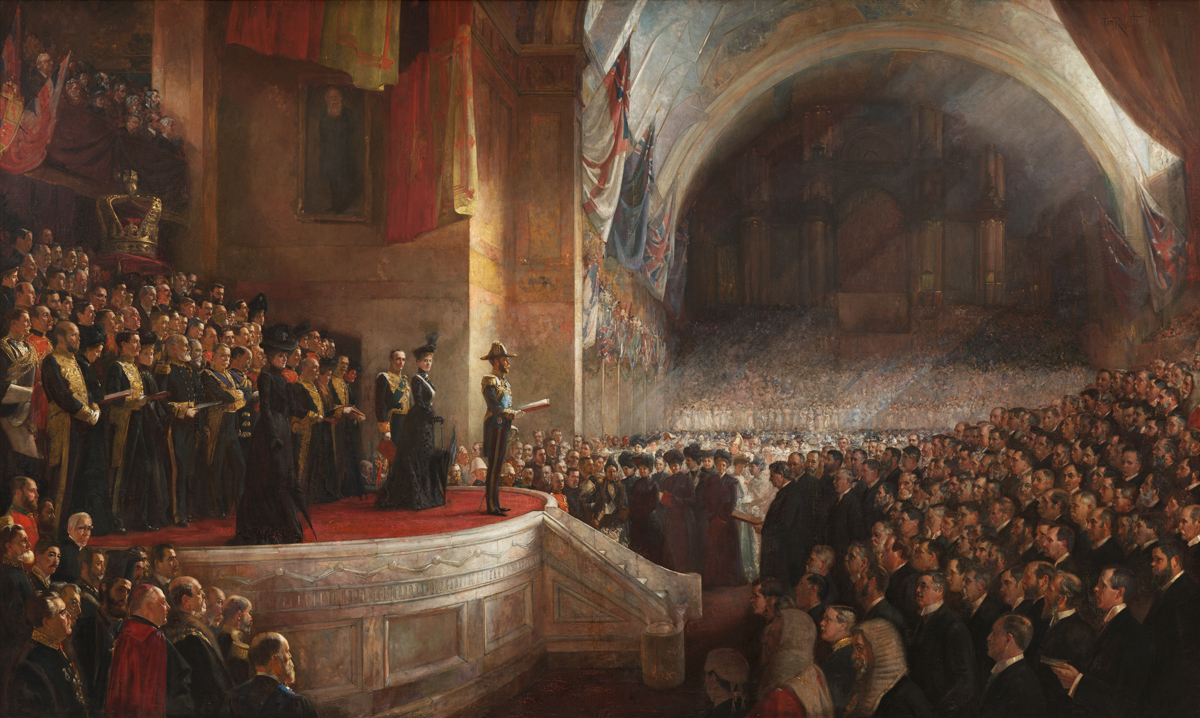
Otevírání australského parlamentu v roce 1901

Kolonie, kde převažovali britští kolonisté nad domorodým obyvatelstvem, obdržely status dominia a právo na samosprávu: Kanada (1867), Austrálie (1901), Nový Zéland (1907), Newfoundland (1907) a Jihoafrická unie (1910). Představitelé těchto států se scházeli s britskými politiky na pravidelných imperiálních konferencích, první se konala v roce 1887 v Londýně.
Dominia byla relativně nezávislá, zahraniční politika přesto zůstávala pevně v britských rukou, na těchto územích také neomezeně platilo britské právo. Když byla v roce 1914 vyhlášena válka Německu a začala první světová válka, válečný stav platil i pro všechna dominia.

## Důsledky první světové války

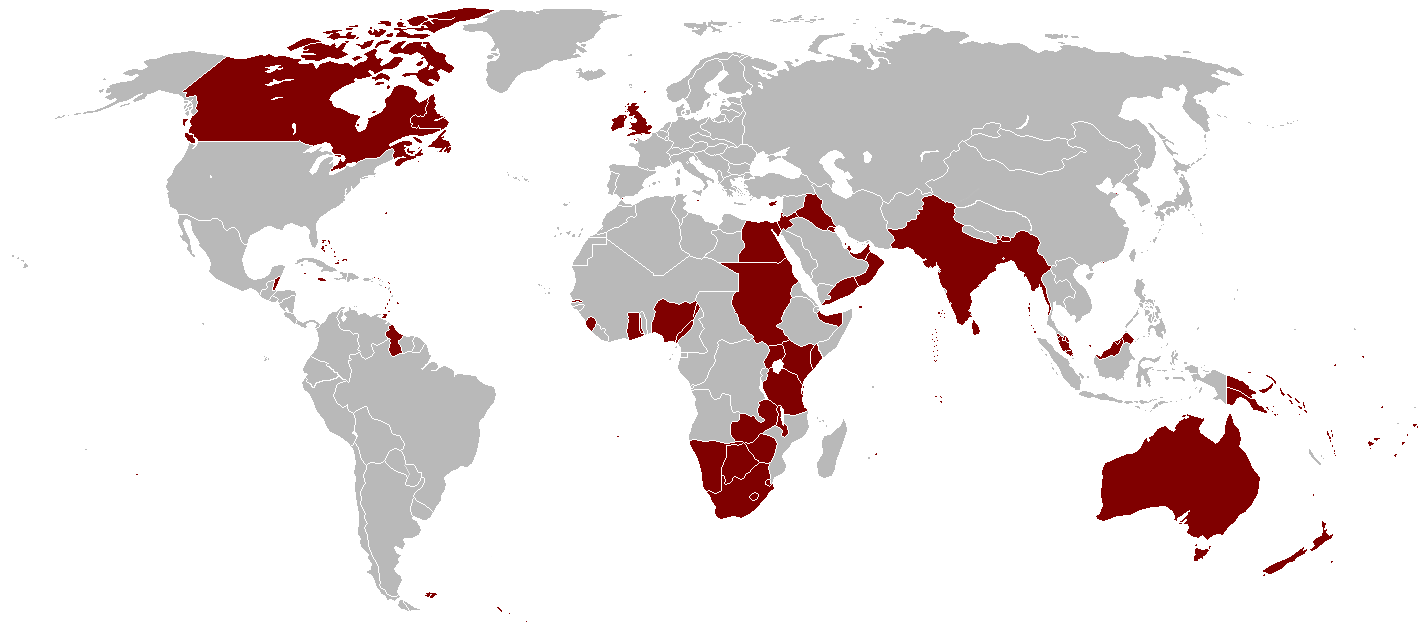
Britské impérium v roce 1921

Po první světové válce nastala poslední fáze expanze britského impéria, kdy se rozšířilo o Britský mandát Palestina, Irák a bývalé německé kolonie Německou východní Afriku, Togoland, Německou jihozápadní Afriku a Německou Novou Guineu. Británie konečně propojila své africké kolonie od severu na jih, byla však válkou velmi vyčerpaná a přestávala zvládat spravovat tak rozsáhlé impérium. Na mnoha místech se navíc začaly projevovat nacionalistické tendence.
V průběhu 20. let 20. století se také změnilo postavení dominií. Každé dominium mělo již na Versailleské smlouvě svůj vlastní podpis; odpor dominií vůči tažení proti Turecku v roce 1922 vedl k jednáním o změně jejich statutu. Samostatnost dominií byla formulována v Balfourově deklaraci z roku 1926 a potvrzena Westminsterským statutem v roce 1931.
Irsko se fakticky osamostatnilo v roce 1922 po britsko-irské válce a krvavé občanské válce, a v roce 1937 se uvolnila jeho poslední ústavní spojení se Spojeným královstvím. V roce 1949 vystoupilo ze Commonwealthu (celým názvem Commonwealth of Nations). Egypt byl formálně nezávislý již od roku 1922.

## Dekolonizace

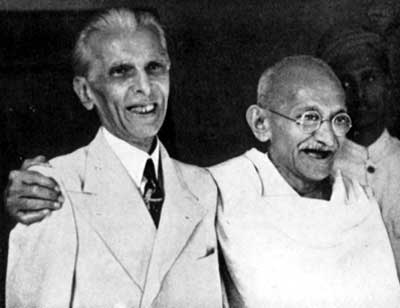
Muhammad Alí Džinnáh a Mahátma Gándhí, vůdci hnutí za nezávislost Britské Indie

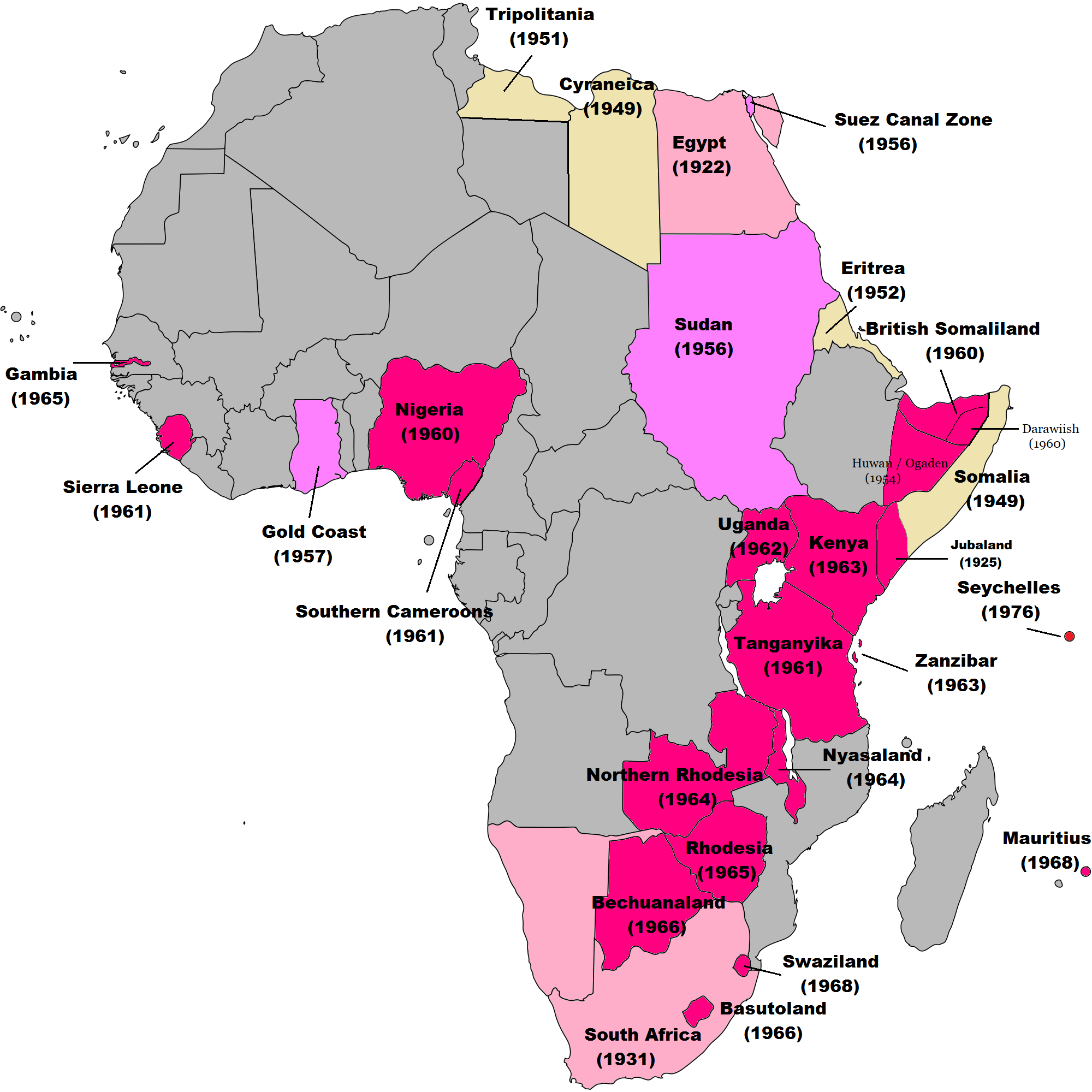
Britská dekolonizace v Africe

V první polovině 20. století vznikla v mnohých britských koloniích hnutí za nezávislost (zejména v Indii). 
Pád Singapuru během války v Tichomoří označil britský premiér Churchill za nejpotupnější porážku v dějinách Britského impéria. Hladomor v Bengálsku, který způsobila japonská okupace Barmy a válečná politika premiéra Churchilla, si vyžádal až tři miliony obětí. Druhá světová válka ještě více podkopala již zeslabenou pozici Velké Británie jako hospodářské mocnosti, rozhodující vliv na světové dění získaly Spojené státy americké. Světové mínění se navíc po druhé světové válce obrátilo proti ideji kolonialismu, politické uspořádání taktéž nedovolovalo Británii etablovat se jako světová velmoc.
Přestože se Británie rozpadu svého impéria vojensky nebránila, dekolonizace ale v některých oblastech neproběhla hladce; rozdělení Britské Indie a konflikt mezi Indií a Pákistánem si vyžádal statisíce životů. Indie a Pákistán nakonec získaly nezávislost v roce 1947, následované Barmou a Cejlonem (1948). V tomto roce také po izraelské válce za nezávislost skončil britský mandát nad Palestinou, byl vytvořen stát Izrael. Malajsie se osamostatnila v roce 1957, Kypr v roce 1960, Malta v roce 1964, protektorát nad Brunejí byl oficiálně ukončen v roce 1984.
Konec britského impéria v Africe byl natolik rychlý, že přivedl nástupnické státy do mnoha nesnází. Nejdříve vyhlásila nezávislost Ghana (1957), následovaná Nigérií (1960), dále pak Sierra Leone a Tanganika (pevninská část dnešní Tanzanie) (1961), Uganda (1962), Keňa (1963), Zanzibar (1963), spojen s Tanganikou v Tanzanii roku 1964), Gambie (1965), Botswana (1966), Lesotho (1966) a Svazijsko (1968). Ústup Británie z jižních a východních částí Afriky byl ale komplikován značným množstvím bílých osadníků. Spory o vlastnictví pozemků přerostly v Keni v povstání Mau Mau, které se podařilo potlačit. Bílá menšina v Jihoafrické republice měla až do roku 1994 kvůli systému apartheidu větší práva než černá většina.
Poté, co zkrachoval projekt Západoindické federace, se karibské státy rozhodly pro samostatnost: nejdříve Jamajka a Trinidad a Tobago (1962), poté Barbados (1966) a jiné menší ostrovní státy. 
V roce 1997 skončila 99 let trvající nájemní smlouva a Hongkong připadl zpět Číně.
V roce 1982 proběhla válka o Falklandy, která byla vyvrcholením dlouhodobého sporu mezi Spojeným královstvím a Argentinou o území a výsostné vody Falklandských ostrovů. Nedořešená je také otázka Gibraltaru, který si nárokuje kromě Británie i Španělsko. Místní obyvatelstvo je v obou případech velkou většinou loajální britské koruně.
Británie má v současnosti pod kontrolou jen drobné zbytky dřívějšího impéria (viz Britské zámořské území). V řadě bývalých kolonií si však zachovává určitý vliv prostřednictvím Společenství národů (Commonwealth). Britský panovník je dosud formálně hlavou státu v některých jinak suverénních někdejších koloniích či dominiích (Kanada, Austrálie).

## Zločiny Britského impéria
Jedním z mnoha zločinů Britského impéria je vyhlazení domorodých Tasmánců během britské kolonizace Tasmánie v 19. století. Velký irský hladomor v letech 1845–1851, ke kterému přispěla politika britské vlády, zahubil nebo vyhnal do emigrace polovinu irského obyvatelstva. Britská armáda během druhé búrské války v Jižní Africe v letech 1899–1902 budovala koncentrační tábory, ve kterých zemřely desítky tisíc búrských žen a dětí.
Nespokojenost Keňanů s britskou nadvládou přerostla v letech 1952 až 1960 k povstání Mau Mau proti britské koloniální správě. V té době byl britským premiérem podruhé Winston Churchill a situace přispěla k jeho rezignaci. Tisíce Afričanů zemřely a statisíce Kikujů byly internovány v koncentračních táborech.
Po druhé světové válce se Britové snažili systematicky zahlazovat důkazy o zločinech Britského impéria a všechny dokumenty schopné kompromitovat britskou vládu a „britské metody správy a vládnutí“ byly ničeny. Britské ministerstvo pro kolonie pojmenovalo masové ničení citlivých dokumentů jako Operace dědictví.

## Nostalgie po impériu
Průzkum britské společnosti YouGov v roce 2014 ukázal, že 59 % Britů považuje Britské impérium za „něco, na co můžeme být hrdí“, zatímco 19 % „cítí hanbu“ za tehdejší zločiny.

## Rozsah britského impéria v roce 1921

### Afrika
| - Ascension - Bečuánsko (dnes Botswana) - Britské Somálsko - Britské Togo - Egypt - Gambie - Jihoafrická unie, včetně Lesotha | - Jihozápadní Afrika (dnes Namibie) - Jižní Rhodésie (dnes Zimbabwe) - Britský Kamerun - Keňa - Mauritius - Nigérie - Nyasaland (dnes Malawi) | - Severní Rhodesie (dnes Zambie) - Sierra Leone - Súdán - Svazijsko - Tanganika (dnes Tanzanie) - Uganda - Zlatonosné pobřeží (dnes Ghana) |

### Amerika a Atlantik
| - Anguilla - Antigua a Barbuda - Bahamy - Barbados - Bermudy - Britské Panenské ostrovy - Britský Honduras (dnes Belize) - Dominika | - Falklandské ostrovy - Grenada - Britská Guyana (dnes Guyana) - Kajmanské ostrovy - Kanada - Jamajka - Jižní Georgie - Montserrat - Newfoundland | - Svatý Kryštof a Nevis - Svatá Helena - Svatá Lucie - Svatý Vincenc a Grenadiny - Trinidad a Tobago - Tristan da Cunha - Turks a Caicos |

### Antarktida
- Britské antarktické území

### Asie
| - Aden (dnes část Jemenu) - Barma - Bhútán - Britská Indie - Papua (teritorium) (dnes Papua Nová Guinea) - Brunej - Cejlon - Hongkong | - Irák - Katar - Kuvajt - Britské Malajsko (kontinentální část dnešní Malajsie) - Maledivy - Nepál - Omán - Britský mandát Palestina | - Sarawak (součástí dnešní Malajsie na západě Bornea) - Singapur - Britské Borneo - Smluvní státy (dnes Spojené arabské emiráty) - Weihaiwei (dnešní Wej-chaj v Číně) - Zajordánsko (dnes Jordánsko) |

| Evropa                                               |                                                              |
| - Gibraltar - Kypr - Malta - Spojené království      |                                                              |
| Oceánie                                              |                                                              |
| - Austrálie - Fidži - Kiribati - Nauru - Nový Zéland | - Pitcairnovy ostrovy - Šalomounovy ostrovy - Tonga - Tuvalu |

## Kolonie ztracené před rokem 1921
- Třináct kolonií, základ budoucích Spojených států amerických: Connecticut, Delaware, Georgie, Jižní Karolína, New Hampshire, New Jersey, New York, Maryland, Massachusetts, Pensylvánie, Rhode Island, Severní Karolína, Virginie
- oblast mezi třinácti koloniemi a řekou Mississippi
- Florida, připadla Španělsku, později součást USA
- část Oregonu
- některé oblasti ve Francii ve středověku
- Menorca (1708–1802, kdy byla předána Španělsku)
- Helgoland, od roku 1807, v roce 1890 vrácen Německu výměnou za zřeknutí se nároků na Zanzibar
- Spojený stát sedmi jónských ostrovů – protektorát na území ostrovů v Jónském moři (1809–1864, kdy byly předány Řecku)